# Aspalathus aciphylla
Aspalathus aciphylla är en ärtväxtart som beskrevs av William Henry Harvey. Aspalathus aciphylla ingår i släktet Aspalathus och familjen ärtväxter. Inga underarter finns listade i Catalogue of Life.